# Пак Чол Чжін
Пак Чол Чжін (кор. 박철진, 朴哲進; народився 25 вересня 1985; Пхеньян, КНДР) — північнокорейський футболіст, захисник клубу «Амроккан» та національної збірної Корейської Народно-Демократичної Республіки.

## Досягнення
- Чемпіон КНДР: 2006
- віце-чемпіон КНДР: 2007, 2009